# 韋謝利庫特 (阿爾齊茲區)
46°2′57″N 29°17′20″E / 46.04917°N 29.28889°E
韋塞利-庫特（烏克蘭語：Веселий Кут）是位於烏克蘭西南部的村莊，由敖德萨州博爾赫拉德區的泰普利齊亞市鎮負責管轄。該村始建於1816年，面積2.36平方公里，2001年人口1,797，人口密度每平方公里761.4人。